# ریا ریپلی
دِمیتی بِنِت (به انگلیسی: Demiti Bennett؛ زاده ۱۱ اکتبر ۱۹۹۶) کشتی‌گیر حرفه‌ای استرالیایی است. او در حال حاضر با کمپانی دبلیودبلیوئی قرارداد دارد و با نام ریا ریپلی (به انگلیسی: Rhea Ripley) در برند راو فعالیت می‌کند. او ۲ بار قهرمان عنوان قهرمانی جهانی زنان و ۱ بار قهرمان عنوان قهرمانی زنان راو بوده است. نخستین دوره قهرمانی جهانی زنان او به طور مشترک با بیلی، طولانی‌ترین دوره قهرمانی تاریخ این عنوان با ۳۸۰ روز است.
بنت از سال ۲۰۱۳ با نام واقعی‌اش در کمپانی‌‌های مستقل فعالیت می‌کرد تا اینکه در ژوئن ۲۰۱۷ با دبلیودبلیوئی قرارداد بست و در نخستین دوره مسابقات می‌یانگ کلاسیک شرکت کرد. او در سال ۲۰۱۸ به نیمه‌نهایی این مسابقات رسید و جزئی از راستر برند ان‌اکس‌تی بریتانیا شد و در اوت همان سال، نخستین قهرمان عنوان زنان ان‌اکس‌تی بریتانیا شد. پس از حضور در برند ان‌اکس‌تی از سال ۲۰۱۹ تا ۲۰۲۱، که منجر به کسب عنوان قهرمانی زنان ان‌اکس‌تی و تبدیل شدن به نخستین عضو این برند برای دفاع از یک عنوان این برند در مهم‌ترین رویداد دبلیودبلیوئی، رسلمنیا شد، او به برند راو پیوست و در سال ۲۰۲۲ عضو فکشن جاجمنت دی شد.
علاوه بر قهرمانی زنان ان‌اکس‌تی بریتانیا و قهرمانی زنان ان‌اکس‌تی، او سابقا یک بار قهرمان عنوان تگ تیم زنان دبلیودبلیوئی (به همراه نیکی ای. اس. ایچ) نیز بوده است. پس از قهرمانی عنوان زنان اسمک‌داون در آوریل ۲۰۲۳ (که در ژوئن همان سال به قهرمانی جهانی زنان تغییر نام پیدا کرد)، او به پنجمین قهرمان گرند اسلم زنان دبلیودبلیوئی تبدیل شد. او همچنین اولین قهرمان زن استرالیایی در تاریخ دبلیودبلیوئی است.

## افتخارات و قهرمانی ها
- دبلیودبلیوئی
  - قهرمانی زنان راو (۱ بار)
  - قهرمانی جهانی زنان (۲ بار)[الف]
  - قهرمانی تگ تیم زنان دبلیودبلیوئی (۱ بار) - به همراه نیکی ای. اس. ایچ
  - قهرمانی زنان ان‌اکس‌تی (۱ بار)
  - قهرمانی زنان ان‌اکس‌تی بریتانیا (۱ بار)
  - برنده مسابقه رویال رامبل (۲۰۲۳)
  - پنجمین قهرمان گرند اسلم زنان دبلیودبلیوئی
  - جایزه اسلمی (۳ بار)
    - مسابقه سال (۲۰۲۴) - مقابل شارلوت فلر برای قهرمانی زنان اسمک‌داون در رسلمنیا ۳۹
    - فکشن سال (۲۰۲۴) - به عنوان عضوی از جاجمنت دی
    - کشتی‌گیر زن سال (۲۰۲۴)